# توني دوبلاس
توني دوبلاس (بالإسبانية: Toni Doblas) (ولد في 5 أغسطس 1980) هو لاعب كرة قدم إسباني يلعب كحارس مرمى.

## روابط خارجية
- توني دوبلاس على موقع قاعدة بيانات كرة القدم.إي يو (الإنجليزية)
- توني دوبلاس على موقع Soccerway.com (الإنجليزية)
- توني دوبلاس على موقع عالم كرة القدم.نت (الإنجليزية)
- توني دوبلاس على موقع AS.com (الإسبانية)